# 生命陽光館
生命陽光館は、2010年5月1日開幕の上海国際博覧会テーマパビリオンの「都市人館」の中に設けられる施設で、160年に及ぶ万博史上初の障害者をテーマとした施設。

## 概要
館内は「エントランスホール」「生命ゾーン」「陽光ゾーン」「愛心廊下」の4部分に分かれ、「差別をなくし、貧困をなくし、生命を思い、陽光を分かち合う」をテーマとし、「思いという陽光を障害者ひとりひとりの心に届ける」「障害者の生活を都市がもっと良くする」という理念を体現する。
身体障害者事業館として、障害者の参加と相互の対話、ふれあい等を重視し、身体に障害を持っておられる方がより快適に生活を送るための様々なシステムなどが展示紹介される。
中国では万博のCM内で生命陽光館もCGでイメージ紹介されているが、天上一面を満開の花で飾る技術は、日本と中国へ展開している花鳥園グループが協力する。